# Goerjevsk
Goerjevsk (Russisch: Гу́рьевск; Duits: Neuhausen; Pools: Nowy Dwór Pruski; Litouws: Romuva) is een stad in de Russische oblast Kaliningrad. De plaats ligt zeven kilometer ten noordoosten van Kaliningrad. De stad had 10.913 inwoners bij de volkstelling van 2002.

## Geschiedenis
De stad werd in 1262 gesticht als Neuhausen door de Duitse Orde. In 1525 werd het een deel van het hertogdom Pruisen en 1701 van het koninkrijk Pruisen. Het werd onderdeel van de provincie Oost-Pruisen.
Na de Tweede Wereldoorlog werd de stad geannexeerd door de Sovjet-Unie. De achtergebleven Duitsers, die niet geëvacueerd waren werden vervolgens gedeporteerd en vervangen door Russen. In 1946 werd de stad hernoemd in Goerjevsk ter ere van Stepan Goerjev, een Sovjet-maarschalk die bij de inname van Koningsbergen sneuvelde.
Bestuurlijk centrum: Kaliningrad

Bagrationovsk · Baltiejsk · Goerjevsk · Goesev · Gvardejsk · Krasnoznamensk · Ladoesjkin · Lozovoje · Mamonovo · Neman · Nesterov · Ozjorsk · Pionerski · Polessk · Pravdinsk · Slavsk · Sovjetsk · Svetlogorsk · Svetly · Tsjernjachovsk · Vesjoloje · Zelenogradsk